# Cuatro hombres para Eva
Cuatro hombres para Eva es una telenovela argentina de 1966, creada por Nene Cascallar y dirigida por Martin Clutet para Canal 9. Estuvo protagonizada por Eduardo Rudy, Jorge Barreiro, José María Langlais y Rodolfo Bebán.

## Sinopsis
Cuenta la historia de cuatro hombres que se disputan frente al amor de la misma mujer.

## Reparto
- Eduardo Rudy
- Jorge Barreiro
- José María Langlais
- Rodolfo Bebán
- María Aurelia Bisutti
- Coni Vera
- Betiana Blum
- Fernanda Mistral
- Dora Baret
- Nacha Guevara
- Nina Pontier
- Gianni Lunadei
- Jorge Cavanet
- Erika Wallner
- Thelma Biral
- Horacio Nicolai
- Virginia Faiad
- Fausto Aragón
- Gloria Lopresti